# 克努森数
克努森数是流体力学中的无量纲数，指分子平均自由程与特征长度之比，计算式为：
{\displaystyle \mathrm {Kn} ={\frac {\lambda }{L}}}
其中，
- {\displaystyle \lambda }为分子平均自由程
- {\displaystyle L}为特征长度

对于理想气体，计算式可以写成
{\displaystyle \mathrm {Kn} ={\frac {kT}{{\sqrt {2}}\pi \sigma ^{2}pL}}}
其中，
- {\displaystyle k}为玻尔兹曼常量
- {\displaystyle T}为热力学温度
- {\displaystyle \sigma }为粒子直径
- {\displaystyle p}为总压力